# Mersich Róbert
Mersich Róbert (Darufalva, 1882. május 17. – Budapest, Erzsébetváros, 1968. március 26.) mérnök, geodéta.

## Életútja
Mersich Viktor és Karl Anna fiaként született. Sopronban tanult, majd 1901-ben az Állami Földmérés szolgálatában dolgozott előbb Komáromban, majd Kolozsvárott, később pedig a fővárosba került. 1937-től a Háromszögelő Hivatalban, 1939 és 1942 között pedig a pénzügyminisztériumban az állami földmérést vezette. Ekkor nyugdíjba vonult. 
A Magyar Mérnök- és Építész-Egylet Geodéziai Szakosztályának több éven keresztül volt elnöke, valamint tagja az 1930-as években létrehozott budapesti városmérés rendszerét kialakító és ellenőrző bizottságnak.
Autóbalesetben vesztette életét.

## Forrás
- Magyar életrajzi lexikon II. (L–Z). Főszerk. Kenyeres Ágnes. Budapest: Akadémiai. 1969.